# HD 188753 Ab
HD 188753 Ab è un possibile pianeta extrasolare orbitante attorno alla stella HD 188753A.

## Scoperta
HD 188753 Ab fu il primo pianeta ad essere scoperto in un sistema stellare triplo da Maciej Konacki nel 2005.
Un primo tentativo di verificare la scoperta fallì. Konacki affermò che, data la scarsa qualità dei suoi strumenti, non era in grado di confermare appieno l'esistenza del pianeta: pertanto, sono state programmate osservazioni di questo sistema per il 2007.
Nel 2007, un team di scienziati dell'Accademia di Ginevra non riuscì a provare l'esistenza di un pianeta gigante in orbita stretta attorno alla stella, la cui esistenza è rimasta in discussione.

## Caratteristiche
HD 188753 Ab, un gigante gassoso più grande di Giove del 14%, dovrebbe orbitare attorno alla stella principale del sistema HD 188753 (HD 188753A) nella costellazione del Cigno. Il trio stellare (una arancione, una rossa e una gialla) si trova a circa 149 al dalla Terra.
Il pianeta compirebbe una rivoluzione completa in sole 80 ore (3,3 giorni) a una distanza dalla stella pari a 1/20 di quella della Terra dal Sole.